# Mistrzostwa Świata w Kajakarstwie Górskim 1983
18. Mistrzostwa świata w kajakarstwie górskim odbyły się w dniach 11–19 czerwca 1983 we włoskim Merano. Zawodnicy rywalizowali ze sobą w ośmiu konkurencjach: czterech indywidualnych i czterech drużynowych.

## Końcowa klasyfikacja medalowa
| Miejsce | Państwo           | Złoto | Srebro | Brąz | Razem |
| ------- | ----------------- | ----- | ------ | ---- | ----- |
| 1       | Wielka Brytania   | 3     | 2      | 2    | 7     |
| 2       | Stany Zjednoczone | 3     | 2      | 1    | 6     |
| 3       | Czechosłowacja    | 1     | 1      | 2    | 4     |
| 4       | Francja           | 1     | 1      | 1    | 3     |
| 5       | RFN               | 0     | 2      | 1    | 3     |
| 6       | Jugosławia        | 0     | 0      | 1    | 1     |

## Medaliści
| Konkurencja:           | Złoto: | Srebro: | Brąz: |
| C-1 mężczyzn           | Jon Lugbill | David Hearn                                                                                                 | Jože Vidmar                                                                                                 |
| C-1 drużynowo mężczyzn | Stany Zjednoczone · Jon Lugbill · David Hearn · Kent Ford                                                          | Czechosłowacja · Juraj Ontko · Jozef Hajdučík · Karel Ťoupalík                                              | Wielka Brytania · Martyn Hedges · Peter Keane · Jeremy Taylor                                               |
| C-2 mężczyzn           | Stany Zjednoczone · Lecky Haller · Fritz Haller                                                                    | Francja · Pierre Calori · Jacques Calori                                                                    | Stany Zjednoczone · Steve Garvis · Mike Garvis                                                              |
| C-2 drużynowo mężczyzn | Czechosłowacja · Miroslav Hajdučík i Milan Kučera · Dušan Zaťko i Ľudovít Tkáč · František Slavík i Jiří Decastelo | Stany Zjednoczone · Lecky Haller i Fritz Haller · Steve Garvis i Mike Garvis · Charles Harris i John Harris | Wielka Brytania · Eric Jamieson i Robin Williams · Michael Smith i Andrew Smith · Robert Joce i Robert Owen |
| K-1 mężczyzn           | Richard Fox | Toni Prijon                                                                                                 | Peter Micheler                                                                                              |
| K-1 drużynowo mężczyzn | Wielka Brytania · Richard Fox · Paul McConkey · Jim Dolan                                                          | RFN · Toni Prijon · Peter Micheler · Dirk Bovensmann                                                        | Czechosłowacja · Luboš Hilgert · Ivan Hilgert · Jiří Měchura                                                |
| K-1 kobiet             | Elizabeth Sharman                                                                                                  | Jane Roderick                                                                                               | Marie-Françoise Grange                                                                                      |
| K-1 drużynowo kobiet   | Francja · Marie-Françoise Grange · Sylvie Arnaud · Myriam Jerusalmi                                                | Wielka Brytania · Elizabeth Sharman · Jane Roderick · Susan Garriock                                        | Czechosłowacja · Marcela Košťálová · Eva Stavařová · Marcela Kubričanová                                    |